# Songgodadi
Songgodadi is een bestuurslaag in het regentschap Pekalongan van de provincie Midden-Java, Indonesië. Songgodadi telt 1055 inwoners (volkstelling 2010).